# Article 28 de la Constitution tunisienne de 1959
L'article 28 de la Constitution tunisienne de 1959 est le 28e des 78 articles de la Constitution tunisienne adoptée le 1er juin 1959.
Onzième article du deuxième chapitre intitulé « Le pouvoir législatif », il décrit la composition de l'Assemblée nationale tunisienne, les conditions de ses membres, leurs attributions et son fonctionnement. 

## Texte
« L'Assemblée nationale exerce le pouvoir législatif. L'initiative des lois appartient concurremment au Président de la République et aux membres de l'Assemblée, les projets présentés par le Président de la République ayant la priorité. L'Assemblée nationale peut habiliter le Président de la République pendant un délai limité et en vue d'un objectif déterminé à prendre des décrets-lois qui doivent être soumis à la ratification de l'Assemblée à l'expiration de ce délai. »